# Panasonic Corporation
Panasonic Corporation (jap. パナソニック株式会社 Panasonikku Kabushiki Gaisha; dawniej Matsushita Electric Industrial Co., Ltd.) – japoński koncern elektroniczny. Spółka publiczna notowana na giełdach tokijskiej i nowojorskiej (NYSE). 1 października 2008 koncern zrzeszający spółki Matsushita, Panasonic i National oficjalnie zmienił nazwę na Panasonic Corporation.
Przedsiębiorstwo zostało założone w 1918 roku przez Kōnosuke Matsushitę.

## Marki i oddziały
Matsushita dostarcza produkty pod wieloma nazwami, takimi jak:
- Panasonic (elektronika użytkowa na rynek amerykański i europejski, sprzęt audio-video, mikrochipy, komponenty samochodowe oraz inna elektronika)
- Technics (sprzęt audio)
- National (sprzęt domowy na rynek japoński i amerykański)
- Nais (komponenty do maszyn, od 2004 roku zastąpiony przez Panasonic)
- Quasar (tanie telewizory, sprzęt wideo oraz urządzenia elektroniczne na rynek Ameryki Północnej – trwa likwidacja)
- Ramsa (profesjonalny sprzęt audio)
- Rasonic (od 1994 roku elektronika użytkowa na rynek chiński)
- Sanyo (różnego rodzaju sprzęt elektroniczny)

## Historia
Przedsiębiorstwo zostało założone w roku 1918 przez Kōnosuke Matsushitę. Jej konsekwentny rozwój doprowadził na przestrzeni dekad do utworzenia wielkiego koncernu posiadającego zakłady produkcyjne w wielu państwach.
Po II wojnie światowej, gdy w Japonii rozpoczął się boom gospodarczy, Matsushita zalał rynek odbiornikami radiowymi i innymi produktami elektroniki użytkowej. Szwagier Matsushity, Toshio Iue, założył firmę Sanyo, przedsiębiorstwo podwykonawcze produkujące komponenty dla Matsushita Electric Industrial Co. Po pewnym czasie Sanyo urosło do rozmiarów konkurenta Matsushity.
W roku 1961 Matsushita rozpoczął produkcję tanich odbiorników telewizyjnych przeznaczonych na rynek Stanów Zjednoczonych pod marką Panasonic. Weszła ona także na rynek europejski w roku 1979.
Przedsiębiorstwo zadebiutowało wypuszczeniem na rynek japoński głośnika hi-fi pod marką Technics. Dzięki komponentom audio wysokiej jakości, przedsiębiorstwo zdobyło klientów na całym świecie.
W latach 70. Matsushita dalej umacniał swoją obecność na rynku USA, kupując Quasar od Motoroli w 1974 r., oraz MCA-Universal w 1989 r.
Krach na giełdzie w Japonii postawił Matsushitę w trudnej sytuacji. Musiał sprzedać część swoich aktywów, włącznie z Universal Studios.
19 stycznia 2006 r. Matsushita ogłosiła, że od lutego tego samego roku zaprzestanie produkcji analogowych telewizorów i skoncentruje się na telewizji cyfrowej.
W dniu 10 stycznia 2008 r. Matsushita Electric Industries Co. – właściciel m.in. marki Panasonic – ogłosiła, że z dniem 1 października 2008 r., zmienia nazwę na Panasonic Corporation.
Konsekwentnie do zmiany nazwy, przedsiębiorstwo zmieniło markę „National”, stosowaną dla artykułów gospodarstwa domowego na rynek japoński, na „Panasonic” w marcu 2010.
Przedsiębiorstwo używa nazwy Matsushita Electric Industries Co. Ltd. od 1935 roku, która zastąpiła wcześniejsze nazwy „Matsushita Electric Manufacturing Works” od 1929 r. i „Matsushita Electric Houswares Manufacturing Works” od 1917 r., kiedy została założona. Spółka używała w okresie swego istnienia marek „Panasonic” „Technics” i „National”. W 2003 roku podjęta została decyzja o unifikacji marek pod nazwą „Panasonic” wraz ze sloganem „Panasonic ideas for life”.
„Panasonic Corporation”, wraz ze spółkami należącymi do grupy na całym świecie, kontynuuje swoją działalność w oparciu o filozofię biznesową swego założyciela Kōnosuke Matsushity wyrażającą się w zasadach: „A company is a public entity” („Przedsiębiorstwo jest instytucją publiczną”), „Customer-comes-first” („Klient w pierwszej kolejności”), „Start fresh every day” („Zaczynaj każdy dzień z energią”).